# Visions (album de Grimes)
Albums de Grimes
Darkbloom
(2011) Art Angels
(2015)
Singles
1. Genesis

Visions est le troisième album de l'artiste canadienne Grimes, sorti le 31 janvier 2012.

## Liste des chansons
Toutes les chansons ont été écrites et composées par Claire Boucher.
| No  | Titre                                | Durée |
| --- | ------------------------------------ | ----- |
| 1.  | Infinite ♥ Without Fulfillment       | 1:36  |
| 2.  | Genesis                              | 4:15  |
| 3.  | Oblivion                             | 4:12  |
| 4.  | Eight                                | 1:48  |
| 5.  | Circumambient                        | 3:43  |
| 6.  | Vowels = Space and Time              | 4:21  |
| 7.  | Visiting Statue                      | 1:59  |
| 8.  | Be a Body (侘寂)                     | 4:20  |
| 9.  | Colour of Moonlight (Antiochus)      | 4:00  |
| 10. | Symphonia IX (My Wait Is U)          | 4:53  |
| 11. | Nightmusic (Duo avec Majical Cloudz) | 5:03  |
| 12. | Skin (Duo avec Doldrums)             | 6:09  |
| 13. | Know the Way (Outro)                 | 1:45  |

## Crédits
- Grimes : chant, production
- Anna Akhmatova : poésie
- Jasper Baydala : agencement, disposition
- Sebastian Cowan : mixage
- Mark Khair : dessin de la tête d'alien qui apparaît sur la pochette de l'album

### Classements hebdomadaires
| Classements (2012–13)                       | Meilleur classement |
| ------------------------------------------- | ------------------- |
| Australian Hitseekers Albums Chart          | 7                   |
| Belgian Albums Chart (Flanders)             | 46                  |
| Belgian Heatseekers Albums Chart (Wallonia) | 9                   |
| Irish Albums Chart                          | 65                  |
| UK Albums Chart                             | 67                  |
| UK Indie Albums Chart                       | 8                   |
| US Billboard 200                            | 98                  |
| US Alternative Albums                       | 17                  |
| US Dance/Electronic Albums                  | 8                   |
| US Independent Albums                       | 13                  |